# 蘇冠人
蘇冠人（1987年9月26日—），臺灣台南人，作詞、文字工作者，國立中正大學台灣文學所碩士。2013年8月出版文字音樂書《無名的旅人》。

## 歌詞作品列表
- 〈放棄‧放晴〉收錄於朱康2015年9月2日發行專輯《想要你.因為我》
- 〈不哭〉2014年8月8日高雄氣爆高雄祈福大合唱 作曲：林育諄
- 〈妳還好嗎?〉2014年1月 作曲：朱康
- 〈無名的旅人〉2013年8月
- 〈未痊癒的眼淚〉2013年8月　作曲：丁繼
- 〈別怕〉2013年8月　作曲：黃銀山
- 〈親愛的妳〉2013年7月　作曲：張超
- 〈WHAT THE HELL〉2012年4月　作曲：白龍泉
- 〈寂寞城市〉2011年6月　作曲：阿漁

## 作品列表

### 文字音樂書
- 《無名的旅人》，萬卷樓，2013年。

### 其他
- 臺灣文學博物館採訪小組：《遇見文學美麗島：25座臺灣文學博物館輕旅行》，前衛出版社，2015年。
- 黃震南（活水來冊房）：《藏書之家：我與我爸，有時還有我媽》書籍攝影，前衛出版社，2018年。